# Mary Tanner

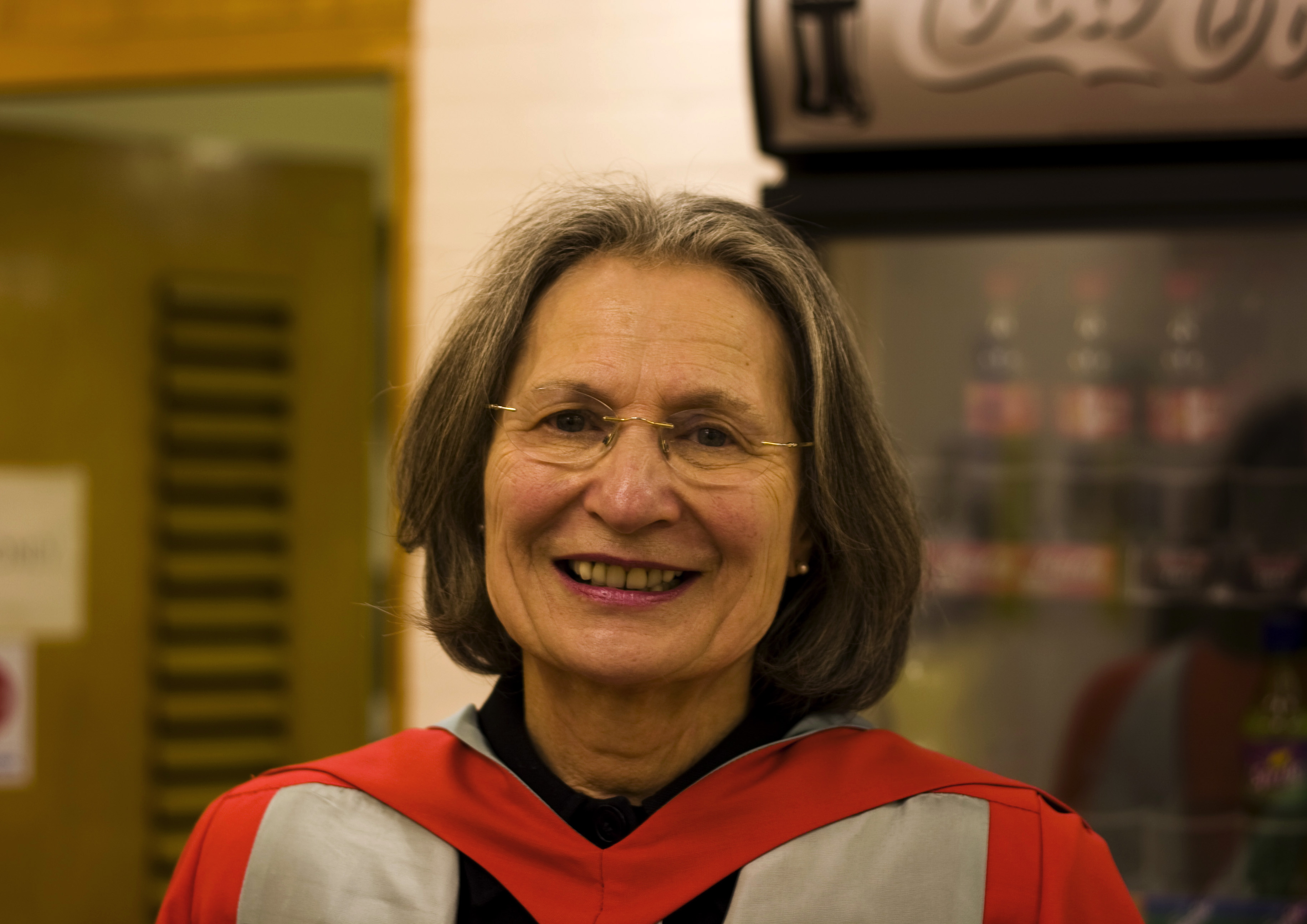
Mary Tanner (2010)

Dame Mary Elizabeth Tanner, DBE (geborene Fussel, * 23. Juli 1938) ist eine britische anglikanische Alttestamentlerin und Ökumenikerin. Ein Höhepunkt ihres Wirkens war die Mitpräsidentschaft beim Weltrat der Kirchen von 2006 bis 2013 als Vertreter für Europa. Daneben arbeitete sie für rund 25 Jahre in der Kommission für Glauben und Kirchenverfassung.

## Leben
Mary Tanner absolvierte ein Bachelorstudium mit Honours an der University of Birmingham im Fach Theologie.
Sie lehrte vor allem in einem Zeitraum von 22 Jahren. So war sie Dozentin für Altes Testament und Hebräisch an den Universitäten Hull (1960–1967) und Bristol (1972–1975) und Dozentin für Altes Testament am anglikanischen theologischen Seminar Westcott House (1978–1982) in Cambridge.
Darüber hinaus nahm sie mehrere Aufträge als Visiting Professor wahr. Im Fall des General Theological Seminary der Episkopalkirche in New York City 1988 sowie 1998 und im Jahr 2000 an der Päpstlichen Universität Heiliger Thomas von Aquin in Rom.
Sie begann ihre ökumenische Arbeit in größerem Maße ab 1974. Hier hatte sie in Accra in der Kommission für Glauben und Kirchenverfassung Geoffrey Lampe vertreten. In der Folge blieb sie dann für rund 25 Jahre Mitglied der Kommission, seit 1986 als Vize-Vorsitzende und 1991 schließlich bis 1998 als Vorsitzende. Tanner war bedeutend an der Vorbereitung der Lima-Erklärung beteiligt. Daneben war sie von 1983 bis 1990 Mitglied bei der Anglican-Roman Catholic International Commission II (1983–2005) und auch Mitglied der Eames Commission. Im Jahr 2006 wurde Tanner Präsidentin des ÖRK und vertrat in dieser Funktion den Bereich Europa bis 2013.
Für die Church of England wirkte sie 16 Jahre lang, teilweise zuerst im Vorläufer, dann im entstandenen Council for Christian Unity, von 1991 an als General Secretary bis zu ihrem Ausscheiden 1998.
Von 2010 bis 2018 war sie Director der Cambridge Theological Federation.

## Ehrungen
Im Jahr 1998 wurde zu ihren Ehren eine Festschrift mit dem Titel Community – unity – communion veröffentlicht. Unter den 26 Beiträgen sind Texte von unter anderem: Robert Runcie, der das Leben von Tanner beleuchtet, Christopher Hill, John Arnold, John Austin Baker, Günther Gassmann, Paul Avis, Letty Russel, André Birmelé, Pierre Duprey, John Stapylton Habgood, Tord Harlin, Klaus Kremkau, Wolfhart Pannenberg und Barry Rogerson.
Noch im selben Jahr wurde Tanner für ihre ökumenische Tätigkeit als Officer des Order of the British Empire (OBE) ausgezeichnet. Zehn Jahre später wurde sie für ihre Verdienste um die weltweite Anglikanische Kirche als Dame Commander des Order of the British Empire (DBE) in den persönlichen Adelsstand erhoben und führt seither das Prädikat Dame.
Weiterhin erhielt sie 2010 die Ehrendoktorwürde (D.D.) der Universität Hull.